# دوران نوسنگی و مس‌سنگی در ایران
دوران نوسنگی و مس‌سنگی در ایران تقریباً از ۱۰۰۰۰ سال پیش آغاز می‌شود و تا حدود ۵۲۰۰ سال پیش ادامه می‌یابد. البته در همه مناطق ایران امروزی، این دوره بندی یکسان نیست. در این دوره انقلاب نوسنگی رخ می‌دهد، کشاورزی و دامپروری پدید می‌آید و یکجانشینی شکل می‌گیرد. بتدریج دولتشهرهای اولیه ظهور می‌کنند.
این دوره به دوره پیش‌ایلامی ختم می‌شود که تقریباً مقارن با اختراع خط و عصر برنز است.

## بافتار
| تقسیم‌بندی سه‌گانه اعصار |                         |           |          |
| عصر تاریخی             |                         |           |          |
| دوره لا تن             | دوره لا تن              |           | نیاتاریخ |
| دوره هالشتات           |                         |           | نیاتاریخ |
| عصر آهن                |                         |           | نیاتاریخ |
| پسین                   |                         |           | نیاتاریخ |
| میانه                  |                         |           | نیاتاریخ |
| پیشین                  |                         |           | نیاتاریخ |
| عصر برنز               |                         |           | نیاتاریخ |
| دوران نوسنگی           | عصر مس                  |           | نیاتاریخ |
| دوران نوسنگی           | نوسنگی با سفال          | پیشاتاریخ |          |
| دوران نوسنگی           | نوسنگی پیش از سفال ب    | پیشاتاریخ |          |
| دوران نوسنگی           | نوسنگی پیش از سفال آ    | پیشاتاریخ |          |
| میان‌سنگی               | میان‌سنگی، فراپارینه‌سنگی | پیشاتاریخ |          |
| پارینه‌سنگی             | پسین                    | پیشاتاریخ |          |
| پارینه‌سنگی             | میانه                   | پیشاتاریخ |          |
| پارینه‌سنگی             | پیشین                   | پیشاتاریخ |          |
| عصر سنگ                |                         | پیشاتاریخ |          |

باستان‌شناسان سکونت‌گاه‌های دوران نوسنگی را به دو گروه کلی «نوسنگی پیش‌ازسفال» و نوسنگی با سفال تقسیم می‌کنند.
ایشان همچنین قائل به وجود دوران گذاری بین دوران نوسنگی و عصر برنز هستند که به «دوران مس‌سنگی» موسوم است.

## دوره نوسنگی

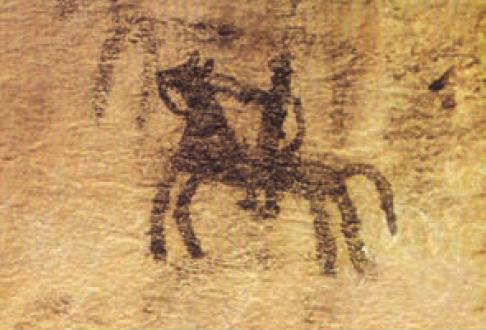
دیوارنگاری غار دوشه، خرم‌آباد لرستان، حدود هزاره هشتم پیش از میلاد

دوره نوسنگی در ایران از ۱۰۰۰۰ سال پیش تا ۷۵۰۰ سال پیش را دربرمی گیرد. به علت سردی آب و هوا، تقریباً هزار سال طول کشید تا عصر نوسنگی از هلال حاصل‌خیز به فلات ایران برسد و امکان کشاورزی مهیا شود. سکونتگاه‌های نوسنگی یافت شده در ایران همگی در محل‌هایی هستند که امکان کشت دیم فراهم بوده‌است. از سوی دیگر، احتمالاً دامپروری از سرزمین کردستان آغاز شد و سپس به دیگر نواحی گسترش یافت. البته تا کنون فقط نواحی غرب و جنوب غرب ایران در کوه پایه‌های زاگرس و دشت خوزستان مورد کاوش قرار گرفته‌است.

## یادداشت
1. ↑  یا «عصر کالکولتیک»